# Laghouat (distrito)
Laghouat é um distrito localizado na província de Laghouat, Argélia, e cuja capital é a cidade de mesmo nome. A população total do distrito era de 144 747 habitantes, em 2008.[carece de fontes?]

## Comunas
O distrito inclui apenas a cidade de Laghouat.